# 山形県白鷹町文化交流センター あゆーむ
山形県白鷹町文化交流センター あゆーむ（やまがたけんしらたかまちぶんかこうりゅうセンター あゆーむ、AYu:M）は、山形県西置賜郡白鷹町にある複合文化施設である。

## 概要
山形県道9号長井大江線沿いに位置。ホール、文化伝承発信ゾーン、ギャラリーの3つのゾーンで構成されている。「文化・交流・人づくり」によるまちづくりの拠点として、地域文化、芸術文化を通じた町内外の人々との交流の場を目指しつくられた施設である。
館内の案内表札は白鷹町の深山焼きの陶板でできている。また、館内に使われている構造用集成材は白鷹の木材を中心としており、岩手県遠野市の工場などで製造されている。

## 施設
- ホール
  - ステージ：間口14m、後方幅6m、奥行き5.7m、高さ0.36m
  - 客席：面積125m2（座席は木製の置き椅子）
  - 天井高：13m 
    - ホール後部のサッシを全面開放すれば屋外と一体となる。
    - 楽屋は2室あり。
- 文化伝承発信ゾーン
  - 文化伝承室（1〜3）
    - 面積：各室それぞれ約43m2
    - 天井高：2.7m
    - 各種展覧会、講演会などで使用される。

  - 交流回廊
    - 面積：236m2
- ギャラリー
  - ギャラリー1（通常展示）
    - 面積：131m2
    - 天井高：4.7m

  - ギャラリー2
    - 面積：70m2
    - 天井高：3.5m
- その他施設
  - ミーティング室
    - 面積：約20m2

  - ロビー
  - 多目的交流広場
    - 芝生の広場である。

## 開館時間・休館日
開館時間
午前9時-午後10時
休館日
毎週月曜日（国民の祝日の場合は翌日）
年末年始（12月29日-翌年1月3日）

## アクセス
- 車
  - 山形市より国道348号経由で約40分。
- バス
  - 山形駅より山交バス長井市役所行き→荒砥駅下車→山形鉄道フラワー長井線赤湯行き→四季の郷駅下車（荒砥駅から四季の郷駅まで約3分）
- 電車
  - 山形鉄道フラワー長井線四季の郷駅から徒歩約4分。